# Лукьянчук, Иван Александрович
Ива́н Алекса́ндрович Лукьянчу́к (укр. Іван Олександрович Лук’янчук; 29 марта 1985, Нетешин) — украинский спортсмен (армспорт). Мастер спорта Украины международного класса (2009).
В 2008 году окончил Национальный университет водного хозяйства и природопользования в г. Ровно.

## Спортивные достижения
Чемпион мира (г. Келоуна, Канада, 2008). Победитель (г. Сарпсборг, Норвегия, 2008), серебро (София, 2009) и бронза (Москва, 2010), призёр чемпионатов Европы.
Обладатель Кубка Украины (2005, 2007, 2011). Чемпион Украины (2006, 2008, 2009, 2012, 2015). Член национальной сборной команды Украины (2005—2012 и с 2015).
Выступает за спортивный клуб «Водник» (Ровно, с 2005). Тренер — А. Комаревич.